# Llista de caps de la Lliga Aquea
La Lliga Aquea (τὸ Ἀχαϊκόν) es va formar l'any 280 aC i tenia al capdavant un estrateg (στρατηγός 'strategós') o general en cap. Era una confederació de diverses ciutats de la costa nord-oest del Peloponès i va tenir dos períodes. El primer, encara que format per a la protecció mútua, era principalment de caràcter religiós, mentre que el segon era una aliança política per protegir les ciutats contra la dominació de Macedònia.
Entre els principals estrategs hi havia:
- Marc de Cerinea 256-255 aC
- Arat I de Sició 245-244 aC
- Diedes 244-243 aC
- Arat I de Sició 243-242 aC
- Agilees 242-241 aC
- Arat I de Sició 241-234 aC, per segona vegada
- Lidíades de Megalòpolis 234-233 aC
- Arat I de Sició 233-232 aC, per tercera vegada
- Lidíades de Megalòpolis 232-231 aC, segona vegada
- Arat I de Sició 231-230 aC, quarta vegada
- Lidíades de Megalòpolis 230-229 aC, tercera vegada
- Aristòmac d'Argos 228-227 aC
- Arat I de Sició 227-226 aC, cinquena vegada
- Hipèrbat 226-225 aC
- Timoxè 226-225 aC
- Arat I de Sició 225-219 aC, sisena vegada
- Arat II de Sició, el Jove 219-218 aC
- Eperat 218-217 aC
- Arat I de Sició 217-216 aC, setena vegada
- Arat II de Sició 216-215 aC, segona vegada
- Arat I de Sició 215-214 aC, vuitena vegada
- Arat II de Sició 214-213 aC, terera vegada
- Cicliades 210-209 aC
- Filopemen 209-208 aC
- Damòcrit de Calidó 201-200 aC
- Cicliades 200-199 aC
- Aristè de Megalòpolis 199-198 aC
- Nicòstrat 198-197 aC
- Aristè de Megalòpolis 195-194 aC, segona vegada
- Filopemen 193-192 aC, segona vegada
- Diòfanes de Megalòpolis 192-191 aC
- Filopemen 191-186 aC, tercera vegada
- Aristè de Megalòpolis 186-185 aC, tercera vegada
- Licortes de Megalòpolis 185-184 aC
- Arcó d'Egira 184-182 aC
- Filopemen 183-182 aC, qurta vegada
- Licortes de Megalòpolis 182-181 aC, segona vegada
- Cal·lícrates de Leòntion 180-179 aC
- Hipèrbat 179-178 aC
- Xenarc d'Acaia 175-174 aC
- Arcó 172-169 aC, per segona vegada
- Menalcides d'Esparta 151-150 aC
- Dieu de Megalòpolis 150-149 aC
- Damòcrit 149-148 aC
- Dieu de Megalòpolis 148-146 aC, segona vegada
- Critolau de Megalòpolis 147-146 aC

Vençut Critolau, el poder va passar a Roma, a partir del 146 aC.